# Ty Kelly
Tyler Patrick Kelly (né le 20 juillet 1988 à Dallas, Texas, États-Unis) est un ancien joueur d'utilité de la Ligue majeure de baseball. Il jouait également pour l'équipe nationale israélienne de baseball.

## Carrière
Joueur des Aggies de l'université de Californie à Davis, Ty Kelly est réclamé au 13e tour de sélection par les Orioles de Baltimore lors du repêchage amateur de 2009. Il signe son premier contrat professionnel et se distingue par sa versatilité dans les ligues mineures où, au cours de 8 saisons avec des clubs affiliés aux Orioles, aux Mariners de Seattle, aux Cardinals de Saint-Louis, aux Blue Jays de Toronto et aux Mets de New York, il évolue à toutes les positions sur le terrain, sauf celle de receveur.
Durant son parcours en ligues mineures, Kelly change souvent d'équipe. Il est notamment échangé une première fois de Baltimore à Seattle le 30 juin 2013 contre le voltigeur Eric Thames, puis de Seattle à Saint-Louis le 20 novembre 2014 contre le lanceur droitier Sam Gaviglio. Via le ballottage, il est perdu par Saint-Louis et réclamé par Toronto le 22 juillet 2015, avant de signer l'automne suivant un contrat avec les Mets de New York.
Kelly fait ses débuts dans le baseball majeur le 24 mai 2016 avec les Mets de New York. En 39 parties jouées pour eux durant la saison 2016, il maintient une moyenne au bâton de ,241 avec un circuit et 7 points produits, en plus de frapper un coup sûr à son seul passage au bâton en séries éliminatoires.
Ty Kelly participe à la Classique mondiale de baseball 2017 sous les couleurs de l'équipe d'Israël.
Le 10 avril 2017, après un seul match joué pour les Mets, Kelly est réclamé au ballottage par les Blue Jays de Toronto mais, avant de jouer un seul match avec cette équipe, son contrat est transféré aux Phillies de Philadelphie, qu'il rejoint en Ligues majeures.